# Ilesha (Nigeria)
Ilesha est une ville de l'État d'Osun au Nigeria.

## Géographie
Ilesha est situé dans les montagnes Yoruba.

## Histoire
Ilesha est également le nom d'un royaume historique, fondée vers 1300. Son souverain porte le titre d'Owa Obokun Adimula. Le trône est partagé par rotation entre 4 familles royales : Biladu, Bilagbayo, Bilaro et Bilayirere. Owa Gabriel Adekunle Aromolaran II est le souverain actuel.

### Liste des monarques d'Ilesha
1. Owa Ajibogun
2. Owa Owaka Okile
3. Owa Obarabara Olokun Eshin
4. Owa Owari (1466-1522)
5. Owa Owaluse (en) (1522-1526)
6. Owa Atakumosa (1526-1560)
7. Yeyelagba (1588-1590)
8. Yeyegunrogbo (1590-1591)
9. Owa Biladu Ier (1652-1653)
10. Owa Biladu II (1653-1681)
11. Yeyewaji (1681)
12. Owa Bilaro (1681-1690)
13. Owa Bilayiare (1691-1692)
14. Owa Bilagbayo (1713-1733)
15. Yeyeori (1734-1749)
16. Ori Abejoye (17??-????)
17. Owa Bilajagodo "Arijelesin" (????-????)
18. Owa Bilatutu "Otutu bi Osin" (1772-1776)
19. Owa Bilasa "Asa abodofunfun" (1776-1788)
20. Owa Akésan (1788-1795)
21. Owa Bilajara (17??-1807)
22. Ogbagba (1807-1813)
23. Obara "Bilajila" (1813-1828)
24. Owa Odundun (1828-1833)
25. Gbegbaaje (1833-1839)
26. Ariyasunle (1ère fois) (Régent) (1839)
27. Owa Ofokutu (1839-1853)
28. Ariyasunle (2ème fois) (Régent) (1853)
29. Owa Aponlose (1858-1867)
30. Owa Alobé (1867-1868)
31. Owa Agunlejika Ier (1868-1869)
32. Owa Oweweniye, une 1ère fois de 1871 à 1873, puis une 2ème fois de 1873 à 1875
33. Owa Obokun Adimula Agunloye-bi-Oyinbo "Bepolonun" (en) (1875-1893)
34. Owa Alowolodu (en) (mars 1893-novembre 1894)
35. Owa Ajimoko Ier (en) (avril 1896-septembre 1901)
36. Owa Ataiyero (en) (1901-1920)
37. Owa Aromolaran (1920-1942)
38. Ajimoko "Haastrup" - Régent (1942-10 septembre 1942)
39. Ajimoko II "Fidipote" (10 septembre 1942-18 octobre 1956)
40. JE Awodiya - Régent (18 octobre 1956-1957)
41. Owa Biladu III "Fiwajoye" Ogunmokun (1957-juillet 1963)
42. Régence (juillet 1963-1966)
43. Owa Agunlejika II (1966-1981)
44. Owa Gabriel Adekunle Aromolaran II (Depuis 1982)

## Personnalités liées à cette ville
- Bolanle Awe, historienne nigériane née à Ilesha
- Orlando Julius, musicien nigérian né à Ilesha